# Nettapus coromandelianus
L'oca pigmea indiana (Nettapus coromandelianus Gmelin, 1789), conosciuta anche come oca pigmea asiatica o oca pigmea del Coromandel, è un uccello della famiglia degli Anatidae.

## Descrizione
È l'anatra più piccola del mondo misurando solamente 26 cm per 160 g di peso.

## Distribuzione e habitat
È diffusa in Pakistan, India, Bangladesh, Sudest asiatico e Australia.	
Si trova in tutti i laghi d'acqua dolce, i fossati pieni di pioggia, le risaie inondate, le vasche di irrigazione, diventando molto docile nei villaggi dove vi siano cisterne e, se indisturbate, si abituano alla vicinanza dell'uomo.

## Alimentazione
Principalmente semi e altre sostanze vegetali, in particolare ninfee, ma anche insetti, crostacei e invertebrati in generale.

## Riproduzione
Nidifica da luglio a settembre, in coincidenza con la stagione dei monsoni, sempre in prossimità di un bacino d'acqua. Il nido è, a volte, rivestito con erba, piume e materiale vario. Depone da 6 a 12 uova di colore avorio.